# 愛爾康
愛爾康（德語：Alcon AG）是一家瑞士－美國的製藥與醫療器材公司，專注於眼科護理產品。該公司在瑞士日內瓦設有名義上的總部，但其營運總部位於美國德克薩斯州沃斯堡，在當地雇用了約4,500名員工。
愛爾康曾是諾華的子公司，直到2019年4月，才從中分拆為一家獨立的上市公司。愛爾康自身擁有多家子公司，包括專注於青光眼與其他眼部疾病治療的 Aerie Pharmaceuticals，以及開發與製造雷射眼科手術技術的 WaveLight。

## 历史
愛爾康成立於1945年，最初是一家位於美國德克薩斯州沃斯堡的小型藥局。公司名稱 Alcon 取自創辦人、藥劑師 Robert Alexander 和 William Conner 姓氏开头两个音节。兩人專注於無菌的眼科產品。
瑞士的雀巢於1977年收購了愛爾康。愛爾康隨後在南美與歐洲設立新廠擴大製造能力，並大幅增加對研發的投資。
1979年，愛爾康收購了 Texas Pharmacal Company，該公司後來更名為 Dermatological Products of Texas（現為 DPT Laboratories）。
1984年，愛爾康設立「技術卓越獎」以推廣在研發領域的成就，至今已有超過100位得主。愛爾康的產品線也從藥品擴展至外科領域。目前愛爾康在全球75個國家設有營運據點，產品銷售遍及180多個國家。
雀巢於2002年進行首次公開募股，出售其持有的愛爾康股份25%。股票以股票代號 ALC 交易。2008年7月，諾華收購雀巢持有的約25%愛爾康股份，並於2010年開始行使選擇權購買剩餘股份。諾華以281億美元收購雀巢所持52%股份，使其對愛爾康的總持股達77%。2010年1月起，諾華正式宣布將完成收購愛爾康的其餘股份並推動合併程序。
2010年3月29日，愛爾康從 Sirion Therapeutics 收購 Durezol 與 Zyclorin，並獲得 Durezol 在美國的銷售許可與除拉丁美洲以外的 Zyclorin 全球權利。
2010年6月28日，愛爾康的獨立董事會委員會宣布，該委員會的建議是公司董事會決定是否接受諾華合併提案的必要前提，並駁斥了諾華可以在成為愛爾康多數股東後單方面強行推進合併的說法。2010年7月8日，愛爾康的獨立董事會委員會設立了一個5,000萬美元的訴訟信託，以確保少數股東的權益受到保護。
2019年4月9日，愛爾康正式自諾華完成100%分拆。愛爾康从诺华独立，在瑞士證券交易所和紐約證券交易所上市交易，新公司市值达280亿瑞士法郎。
2021年11月9日，愛爾康完成對 Ivantis 的收購，Ivantis 是 Hydrus 微型支架的開發商，該產品用於患有青光眼的患者。
2022年8月22日，愛爾康宣布將以約7.7億美元的現金收購 Aerie Pharmaceuticals，以強化其在眼科製藥領域的研發與市場能力。
2023年，愛爾康宣布擴建其位於美國德克薩斯州沃斯堡的生產設施，此次擴建計畫預計投資超過1億美元。
2024年，愛爾康於奧地利設立新的全球創新中心，該中心將成為其在歐洲的研發樞紐，並進一步強化其在視覺照護科技方面的創新能力。